# Edition Radio Vatikan

Logo der Edition

Die Edition Radio Vatikan ist eine gemeinsam herausgegebene Buchreihe des Leipziger St. Benno-Verlages in Kooperation mit Radio Vatikan und erscheint seit dem Frühjahr 2005.

## Geschichte
Zum XX. Weltjugendtag in Köln wurde 2005 erstmals ein Buch (Benedikt XVI. – Gedanken, Impulse, Visionen) dieser Reihe von Sender und Verlag vorgestellt. Seither erscheinen in regelmäßigen Abständen neue Titel. Das Ziel dieses Projektes ist nach eigenen Angaben der Versuch „einen Mittelweg zu gehen zwischen der hohen Theologie von Papst Benedikt und der Populärliteratur über den Vatikan“.

## Übersicht
In der Reihe sind bisher folgende Titel erschienen:
- Benedikt XVI. / Bernd Hagenkord: Wir brauchen ein „hörendes Herz“ [Tonträger]. Ansprachen, Predigten und Gebete des Heiligen Vaters beim Deutschlandbesuch 2011; Leipzig 2011, ISBN 978-3-7462-3302-4.
- Jürgen Erbacher: Der Vatikan. Das Lexikon; Leipzig 2009, ISBN 978-3-7462-2752-8.
- Benedikt XVI. / Birgit Pottler (Hg.): Der Heilige Franziskus. Gedanken, Gebete, Meditationen; Leipzig 2008, ISBN 978-3-7462-2483-1.
- Benedikt XVI. / Stefan von Kempis (Hg.): Die Heilige Schrift. Meditationen zur Bibel; Leipzig 2008, 978-3-7462-2482-4.
- Mario Galgano: 100 Irrtümer über Benedikt XVI.; Leipzig 2008, ISBN 978-3-7462-2481-7.
- Benedikt XVI. / Stefan von Kempis (Hg.): Maria, Mutter Gottes, bitte für uns. Meditationen & Gebete [Medienkombination]; Leipzig 2008, ISBN 978-3-7462-2399-5.
- Aldo Parmeggiani: Einsichten. Prominente Frauen im Gespräch [Medienkombination]; Leipzig 2008, ISBN 978-3-7462-2389-6.
- Benedikt XVI. / Max Cappabianca (Hg.): Die Schönheit Gottes. Ecce homo – Seht, welch ein Mensch [Medienkombination]; Leipzig 2008, ISBN 978-3-7462-2290-5.
- Benedikt XVI. / Max Cappabianca (Hg.): Christ sein ist schön! Ermutigungen für euer Leben; Leipzig 2008, ISBN 978-3-7462-2396-4.
- Benedikt XVI. / Stefan von Kempis (Hg.): Der Herr stärke dich. Ermutigungen in Zeiten der Krankheit; Leipzig 2008, ISBN 978-3-7462-2417-6.
- Benedikt XVI. / Birgit Pottler (Hg.): Paulus entdecken; Leipzig 2008, ISBN 978-3-7462-2404-6.
- Eberhard von Gemmingen: Auf dem Weg nach Jerusalem. Exerzitien mit Jesus; Leipzig 2008, ISBN 978-3-7462-2397-1.
- Aldo Parmeggiani: Bekenntnisse. Prominente im Gespräch [Medienkombination]; Leipzig 2007, ISBN 978-3-7462-2274-5.
- Hilde Regeniter: Der Pater und der Papst.Eberhard von Gemmingen – Die Biografie [Medienkombination]; Leipzig 2007, ISBN 978-3-7462-2277-6.
- Stefan von Kempis: Benedikt XVI. – Das Lexikon. Von Ablass bis Zölibat [Medienkombination]; Leipzig 2007, ISBN 978-3-7462-2264-6.
- Eberhard von Gemmingen (Hg.): Benedikt XVI. Die Chronik des Pontifikats ... Bilder, Texte, Dokumente, 4 Bde.; Leipzig 2009, ISBN 978-3-7462-2470-1.

1. Eberhard von Gemmingen (Hg.): Urbi et Orbi 2008. Benedikt XVI. – Die Chronik des Pontifikats; Leipzig 2009, ISBN 978-3-7462-2596-8.
2. Eberhard von Gemmingen (Hg.): Urbi et orbi 2007. Benedikt XVI. Die Chronik des Pontifikats; Leipzig 2008, ISBN 978-3-7462-2401-5.
3. Eberhard von Gemmingen (Hg.): Urbi et Orbi 2006 / 2007. Benedikt XVI. Die Chronik des Pontifikats; Leipzig 2007, ISBN 978-3-7462-2219-6.
4. Eberhard von Gemmingen (Hg.): Habemus Papam 2005. Benedikt XVI. Die Chronik des Pontifikats; Leipzig 2007, ISBN 978-3-7462-2172-4.

- Benedikt XVI. / Stefan von Kempis (Hg.): Die Liebe Gottes begleite uns. Gedanken für jeden Tag; Leipzig 2007, ISBN 978-3-7462-2265-3.
- Benedikt XVI. / Ludwig Waldmüller (Hg.): Das Brot des Lebens. Gedanken, Gebete & Meditationen; Leipzig 2007, ISBN 978-3-7462-2268-4.
- Eberhard von Gemmingen (Hg.): Glaube zwischen Vernunft und Gefühl. Benedikt XVI. – Sein Leben in Bildern und Erinnerungen [Medienkombination]; Leipzig 2007, ISBN 978-3-7462-2171-7.
- Benedikt XVI. / Gudrun Sailer (Hg.): Jesus zeigt dir den Weg. Herzliche Segenswünsche zur Erstkommunion; Leipzig 2007, ISBN 978-3-7462-2211-0.
- Benedikt XVI. / Jürgen Erbacher (Hg.): Die Kirche lebt! Gedanken, Impulse, Visionen; Leipzig 2007, ISBN 978-3-7462-2178-6.
- Benedikt XVI. / Birgit Pottler (Hg.): Wir brauchen Gott! Impulse für Deutschland; Leipzig 2007, ISBN 978-3-7462-2179-3.
- Gudrun Sailer: Frauen im Vatikan. Begegnungen, Porträts, Bilder; Leipzig 2007, ISBN 978-3-7462-2182-3.
- Stefan von Kempis: Benedetto. Die Biografie [Medienkombination]; Leipzig 2006, ISBN 978-3-7462-2089-5.
- Eberhard von Gemmingen (Hg.): Der Papst in der Heimat. Begegnungen & Erinnerungen [Medienkombination]; Leipzig 2006, ISBN 978-3-7462-2090-1.
- Benedikt XVI.: Der Glaube ist einfach! Ansprachen, Meditationen und Predigten während des Besuches in Bayern; Leipzig 2006,  ISBN 978-3-7462-2156-4.
- Benedikt XVI. / Ludwig Waldmüller (Hg.): Öffnen wir unser Herz. Gedanken für die Advents- und Weihnachtszeit; Leipzig 2006, ISBN 978-3-7462-2075-8.
- Gudrun Sailer (Hg.): Lieber Papst ... Kinder fragen Benedikt XVI.; Leipzig 2006, ISBN 978-3-7462-2093-2.
- Benedikt XVI. / Stefan von Kempis (Hg.): Zur Liebe geschaffen. Impulse für Familien; Leipzig 2006, ISBN 978-3-7462-2092-5.
- Benedikt XVI. / Birgit Pottler (Hg.): Die Liebe Gottes. Gedanken und Meditationen; Leipzig 2006, ISBN 978-3-7462-2091-8.
- Stefan von Kempis: Grundkurs Benedetto. Kleine Einführung in das Denken des Papstes; Leipzig 2006, ISBN 978-3-7462-1986-8.
- Benedikt XVI. Birgit Pottler (Hg.): Jesus folgen. Meditationen zur Fasten- und Osterzeit; Leipzig 2006, ISBN 978-3-7462-1984-4.
- Benedikt XVI.: Das Geheimnis von Tod und Auferstehung; Leipzig 2006, ISBN 978-3-7462-1983-7.
- Benedikt XVI. / Jürgen Erbacher / Ludwig Waldmüller (Hg.): Gedanken und Impulse für junge Menschen; Leipzig 2005, ISBN 978-3-7462-1964-6.
- Benedikt XVI. / Jürgen Erbacher (Hg.): Gedanken, Impulse, Visionen; Leipzig 2005, ISBN 978-3-7462-1959-2.
- Benedikt XVI. / Ludwig Waldmüller (Hg.): Die Kirche ist jung. Die schönsten Bilder und Gedanken vom Deutschlandbesuch; Leipzig 2005, ISBN 978-3-7462-1960-8.